# Sant Joan de Cornudell
Sant Joan de Cornudell és una petita església del municipi de Castellar de n'Hug (Berguedà) inclosa en l'Inventari del Patrimoni Arquitectònic de Catalunya.

## Descripció
La petita capella de Sant Joan de Cornudell està situada al nord-oest de Castellar de N'Hug encimbellada sobre un penya-segat imponent. Església de petites dimensions d'una sola nau allargada amb volta de canó reforçada amb arcs torals de grans dimensions. La zona de llevant, on es trobava l'absis; que és d'època moderna i degué substituir l'absis romànic. Destaquen els grans contraforts exteriors adossats al mur de migdia. La porta d'entrada es troba a en aquest mateix costat i és formada per doble arc de mig punt en degradació adovellat. La coberta és a dues aigües. Als peus, a ponent de l'edifici, hi ha un petit campanar d'espadanya. El parament és de pedres irregulars sense desbastar disposades en filades i conserva algunes traces d'opus spicatum.

## Història
El lloc de Cornudell és esmentat per primer cop el 938 quan l'abadessa Emma de St. Joan de les Abadesses comprà un alou dins del terme, prop del naixement del Lubrichatus, a l'indret anomenat vila cornutellas. De Cornudell prové una important família que trobem esmentada diverses ocasions en la documentació de la baronia dels Mataplana. El 1292 el senyor Mataplana concedí la carta Franquesa als habitants del lloc i surten els noms de Bni. de Cornudeles, baiuli i Bni. de Cornudeles com notarii publici de Mataplana i també durant el s. XIV, el lloc fou una batllia dels barons de Pinós i Mataplana.